# Kaiserstraße 22 (Quedlinburg)

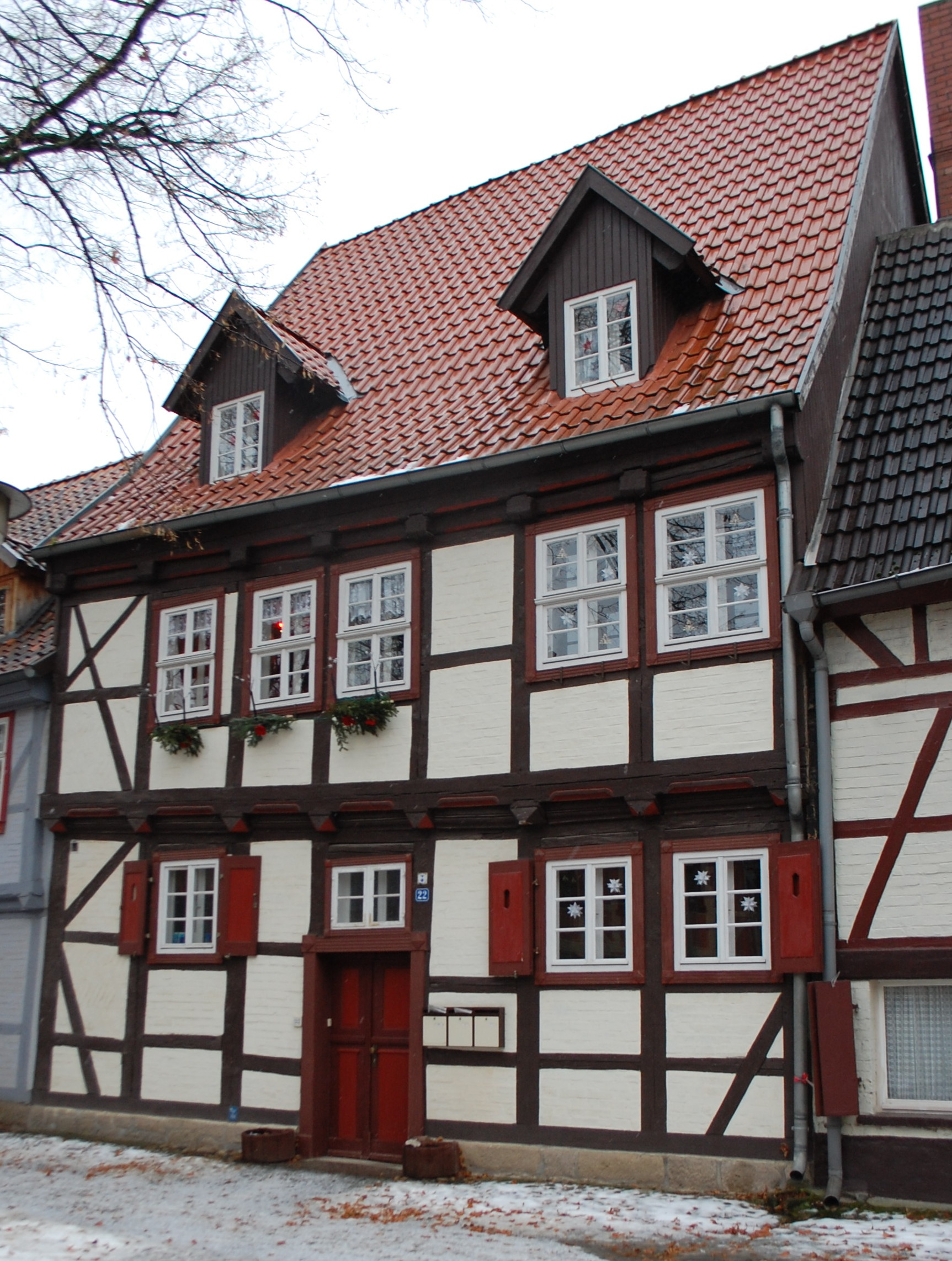
Kaiserstraße 22

Das Haus Kaiserstraße 22 ist ein denkmalgeschütztes Gebäude in der Stadt Quedlinburg in Sachsen-Anhalt.

## Lage
Es befindet sich im südlichen Teil der historischen Quedlinburger Neustadt und ist im Quedlinburger Denkmalverzeichnis als Wohnhaus eingetragen.

## Architektur und Geschichte
Das Fachwerkhaus entstand um 1680. Es wird durch ein sehr hohes Dach geprägt. Die Fachwerkfassade ist mit Pyramidenbalkenköpfen, stilisierten Schiffskehlen und profilierten Füllhölzern verziert.
Die Haustür und die Fenster wurden in der Zeit um 1840 erneuert.